# Cantone di Noisy-le-Sec
Il Cantone di Noisy-le-Sec era una divisione amministrativa dell'arrondissement di Bobigny.
È stato soppresso a seguito della riforma complessiva dei cantoni del 2014, che è entrata in vigore con le elezioni dipartimentali del 2015.
Comprendeva il solo comune di Noisy-le-Sec.